# Acate
Acate är en ort och kommun i kommunala konsortiet Ragusa, innan 2015 provinsen Ragusa, i regionen Sicilien i sydvästra Italien. Kommunen hade 11 325 invånare (2017).